# Fayez al-Sarraj

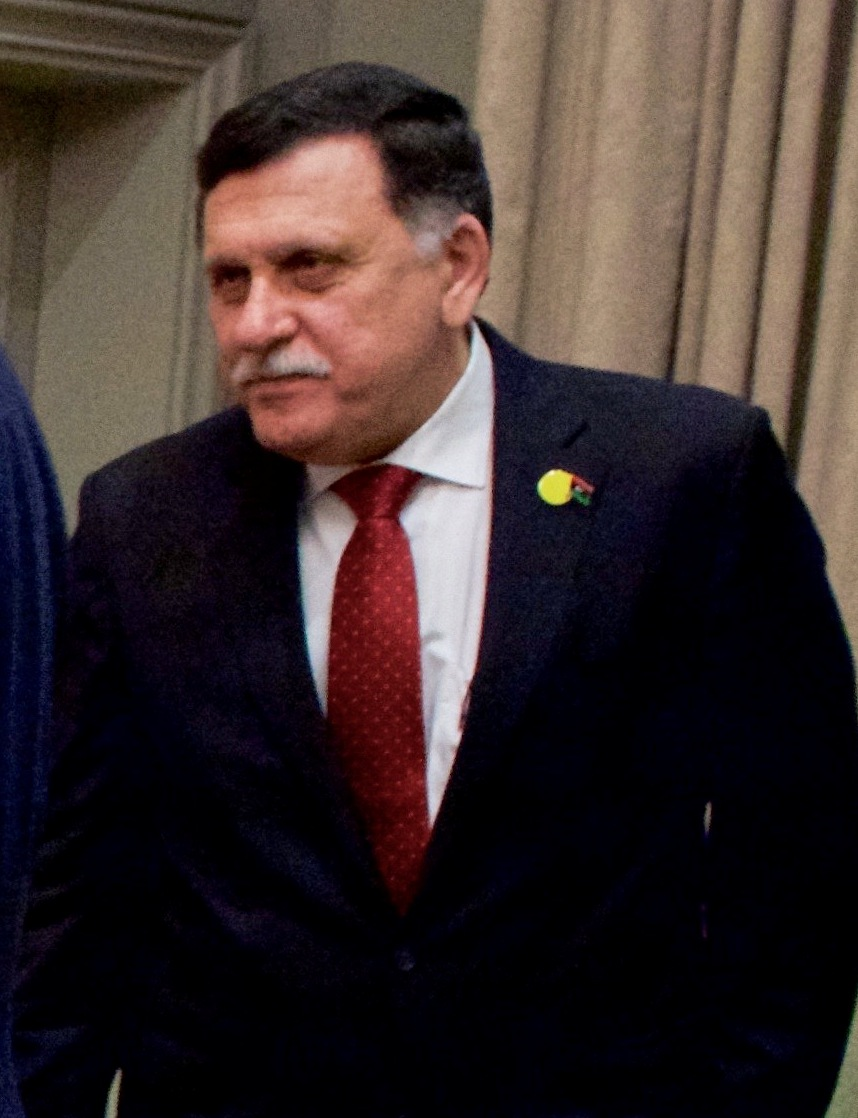
Fayez al-Sarraj, președintele Consiliului Prezidențial și prim-ministrul Libiei

Fayez Mustafa al-Sarraj sau as-Sarraj  (în arabă:فايز السراج או فائز السراج, născut la 20 februarie 1960 la Tripoli) este un politician și om de afaceri libian, care, conform acordului de la Skhirat din decembrie 2015,  a îndeplinit între anii 2016-2021 funcțiile de președinte al Consiliului prezidențial și prim-ministru al Libiei (Guvernul de Acord Național). A preluat funcțiile mai întâi în exil la Tunis la 12 martie 2016. La 30 martie a revenit cu miniștrii guvernului său în capitala Libiei, Tripoli, bucurându-se de sprijinul ONU, al SUA și al unor puteri europene. În țară a continuat războiul civil și puterea în țară a fost împărțită o vreme, în principal, între guvernul rival (legat de Congresul Național General)  al lui Khalifa Al-Ghawil, aflat și el la Tripoli, conducerea de la Tobruk și forțele armate ale mareșalului Khalifa Al Haftar din estul Libiei, precum și forțe islamiste extremiste ale Statului Islamic și altor organizații. 
Al Sarraj este de profesie arhitect. 

## Biografie
Fayez al-Sarraj s-a născut la Tripoli ca fiu al lui Mustafa al_Sarraj, care a îndeplinit funcții ministeriale în timpul monarhiei. 
Familia sa înstărită, posesoare de magazine și latifundii vaste, își are originea în foști supuși otomani din categoria socială inferioară Kolughlu. Sarraj a studiat arhitectura și planificarea urbană la Universitatea din Tripoli.
În anii regimului Jamahiriei libiene a lui Muammar Al Gaddafi de după 1969, Sarraj a lucrat ca funcționar în Ministerul Locuințelor. Ulterior a condus o firma de consiliere in proiecte inginerești.  
După revoluția care a dus la răsturnarea regimului lui Muammar al-Gaddafi, în iulie 2012 Faiz al-Sarraj a fost ales ca membru în Congresul Național General de la Tripoli și a activat în cardrul acestuia vreme de doi ani. În anul 2014 a fost ministrul locuințelor și al serviciilor publice în guvernul de cursa scurtă al lui Ahmed Maitay. La 25 iunie 2015 a fost ales in Camera Deputaților care a intrat în funcție din 4 august

### Acordul de la Skhirat.Șef al statului și presedinte al Guvernului de Acord Național
La 17 decembrie 2015 s-a semnat la Skhirat, în Maroc, un acord sub egida ONU între cele două conduceri rivale din Tripoli și Tobruk in scopul de a pune capăt celui de-al Doilea Război Civil din Libia. Al-Sarraj a fost găsit ca un candidat adecvat pentru conducerea statului și a Guvernului de Acord Național ce urma să fie format cu aprobarea celor două parlamente rivale, din Tripoli și din Tobruk.
La 9 ianuarie 2016 în vreme ce se deplasa între Zliten și Misrata, Al-Sarraj a fost victima unui atentat, dar a scăpat neatins. 
El a izbutit sa formeze la 19 ianuarie 2016 un cabinet, dar Casa Reprezentanților din Tobruk a refuzat să-i acorde încrederea. În aceste împrejurări. la 25 ianuarie Sarraj și guvernul său au demisionat. În a doua zi, însă, la 26 ianuarie, el a anunțat că în termen de 10 zile va alcătui un nou guvern. La 2 februarie 2016 Sarraj l-a întâlnit pe generalul (în prezent mareșal) Khalifa Al-Haftar, comandantul suprem al forțelor din Estul Libiei, apoi la 9 februarie a cerut un răgaz de încă o săptămână pentru formarea guvernului. La început nu a putut sa obțină aprobarea parlamentului din cauza absenței multor deputați. Totuși, în martie 2015 el a preluat funcția de prim ministru, în exil, la Tunis, fără un vot de încredere, dar cu sprijinul puterilor occidentale - SUA, Franța, Germania, Italia și Regatul Unit. Noua administratie sub conducerea sa si-a justificat legitimitatea prin declarația de sprijin pe care a obținut-o, semnată de majoritatea deputaților parlamentului. In ziua următoare, 10 orase din vestul Libiei - între care Sabratah, Az Zawiyah, și Zuwarah, au anunțat că sprijină guvernul de uniune națională de sub conducerea lui Sarraj. În cele din urma și guvernul lui Khalifa Al-Ghawil din Tripoli a consimțit sa renunțe la putere în favoarea guvernului susținut de ONU. La 30 martie 2016 Sarraj, împreună cu încă șase membri ai Consiliului prezidential și ai guvernului în formare au sosit la Tripoli. A doua zi ei au intrat în posesia clădirilor guvernamentale. Primul ministru de până atunci, Khalifa Al-Ghawil a plecat la Misrata, pentru ca la 14 octombrie 2016 el și unități loiale lui și Congresului Național General au încercat să preia din nou puterea. Partizanii lor au ocupat Hotelul Ryxos unde se aflase până atunci sediul Consiliului Suprem de Stat și au anunțat reîntoarcerea guvernului lui Al Ghawil ca guvern legitim. Totuși ei nu au reușit să obțină un sprijin destul de larg. La finele lui octombrie 2016 Consiliul Suprem de Stat condus de Sarraj s-a instalat la Hotelul Radisson Blue Al Mahari.
Fayez al Sarraj este căsătorit.